# Рейтер, Христиан (писатель)
Ре́йтер, Христиа́н (нем. Christian Reuter, 1665 — предположительно 1712) — немецкий писатель, драматург, сатирик. Самое известное из его произведений — роман «Шельмуфский».

## Биография
Рейтер родился в 1665 году. Он изучал в Лейпциге богословие, затем юриспруденцию. В это же время писал сатирические комедии, темы для которых он брал из жизни одного лейпцигского семейства; по жалобе этой семьи он был, как пасквилянт, изгнан из Лейпцига. Затем Рейтер состоял на частной службе в Дрездене, а в 1703—1712 годах жил в Берлине, где сочинял пьесы для придворных парадных спектаклей. О его дальнейшей жизни сведений нет.
Рейтер был весьма остроумен и обладал большим уменьем изображать характеры. В комедии «Честная женщина из Плиссина» (1695), в которой появляется герой его главного произведения Шельмуфский, вернувшийся домой из опасных путешествий, Рейтер с большим успехом перенес на немецкую почву действие мольеровской комедии «Смешные жеманницы». К первому изданию этой комедии Рейтер добавил две арлекинады, приспособленные для пения; они долго пользовались большим успехом на немецких сценах. Главное произведение Рейтера — роман «Шельмуфский», герой которого рассказывает о своих вымышленных путешествиях и опасных приключениях; желая внушить уважение к себе, он невольно выказывает себя глупцом и пошлым плутом. Этот роман появился в двух редакциях, краткой (1696) и распространённой (1696—1697), и выдержал множество изданий. В комедии «Граф Эренфрид» Рейтер изобразил дворянина, который, для поправления своих обстоятельств, переходит в католичество. Менее интересны берлинские пьесы Рейтера.
Фридрих Царнке в 1884 году первым доказал принадлежность перу Рейтера романа, автор которого раньше был неизвестен.

## Произведения
- Честная женщина из Плиссина
- Болезнь и кончина честной женщины Шлампампе
- В память почившей в бозе честной женщины Шлампампе
- Шельмуфский
- Граф Эренфрид